# ماونتین بروک (آلاباما)
ماونتین بروک (به انگلیسی: Mountain Brook) شهری در شهرستان جفرسون ایالت آلاباما است که مساحت آن ۳۳٫۱۸ کیلومتر مربع است و در سرشماری سال ۲۰۱۰ میلادی، ۲۰٬۴۱۳ نفر جمعیت داشته و تراکم جمعیتی آن، ۶۱۵٫۲۲ نفر در هر کیلومتر مربع بوده است.